# DK (fumetto)
DK era una pubblicazione mensile della casa editrice Astorina edita dal 2015 al 2018 avente come protagonista il personaggio di Diabolik. 
Nel novembre 2015 la casa editrice Astorina ha presentato un nuovo progetto editoriale intitolato DK che presenta una versione alternativa del personaggio di Diabolik pubblicato a colori nel formato tipico dei fumetti americani e venduto nelle librerie e composto da 2 stagioni. Tutte le storie complete sono state raccolte in un unico volume intitolato DK. L'altro Diabolik edito da Oscar Ink.
Tra il 2015 e il 2018 è stata pubblicata la miniserie DK, una reinterpretazione dell'universo di Diabolik, prodotta dalla casa editrice Astorina e ideata da Mario Gomboli e Tito Faraci. La serie, composta da 10 albi, propone un tono più realistico e cupo, con un protagonista meno "eroico" rispetto alla serie regolare. DK si distingue per un tratto grafico più moderno e per una narrazione più adatta a un pubblico adulto. La sigla "DK" è un chiaro riferimento a Diabolik, ma l'identità del personaggio rimane volutamente ambigua. Tutti i 5 albi della prima stagione contengono 3 capitoli collegati nell'avanzamento della storia. Gli ultimi 5 albi, che corrispondono a tutta la seconda stagione, contengono ciascuno 2 capitoli di avanzamento verso il finale della serie DK. Gli schizzi del primo albo della terza stagione erano già stati realizzati nel 2017. Al 2025, la nuova stagione non è ancora uscita.

## Albi pubblicati
| Stagione | N° (capitolo) | N° (albo)     | Titolo                               | Data             | Soggetto      | Sceneggiatura |
| -------- | ------------- | ------------- | ------------------------------------ | ---------------- | ------------- | ------------- |
| I        | 1-3           | 1 - 1 variant | Il morto - Il massacro - La trappola | 1º novembre 2015 | Mario Gomboli | Tito Faraci   |
| I        | 4-6           | 2             | Il ratto - La giudice - L'incontro   | 1º dicembre 2015 | Mario Gomboli | Tito Faraci   |
| I        | 7-9           | 3             | I colpi - L'inganno - Arrivederci    | 1º gennaio 2016  | Mario Gomboli | Tito Faraci   |
| I        | 10-12         | 4             | Incroci - L'evasione - Game over     | 1º febbraio 2016 | Mario Gomboli | Tito Faraci   |
| II       | 13-14         | 1 - 1 variant | Post mortem - Terrorismo             | 1º marzo 2017    | Mario Gomboli | Tito Faraci   |
| II       | 15-16         | 2             | La folla - La minaccia               | 1º aprile 2017   | Mario Gomboli | Tito Faraci   |
| II       | 17-18         | 3             | Il contratto - La caccia             | 1º maggio 2017   | Mario Gomboli | Tito Faraci   |
| II       | 19-20         | 4             | Inganno - Rivelazioni                | 1º giugno 2017   | Mario Gomboli | Tito Faraci   |
| -        | 21            | Speciale      | Epilogo                              | 1º novembre 2018 | Mario Gomboli | Tito Faraci   |

## Ristampa
| Titolo               | Data             |
| -------------------- | ---------------- |
| DK. L'altro Diabolik | 13 novembre 2018 |